# Großer Wasserfenchel
Der Große Wasserfenchel (Oenanthe aquatica), auch als Wasser-Rebendolde oder Wasserpferdesaat bekannt, zählt innerhalb der Familie der Doldenblütler (Apiaceae) zur Gattung Wasserfenchel (Oenanthe).

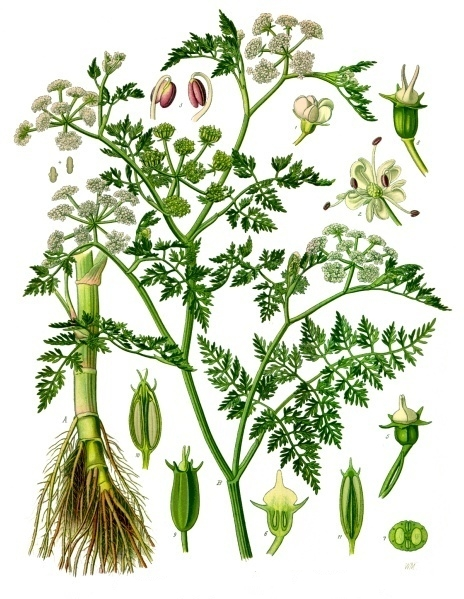
Illustration

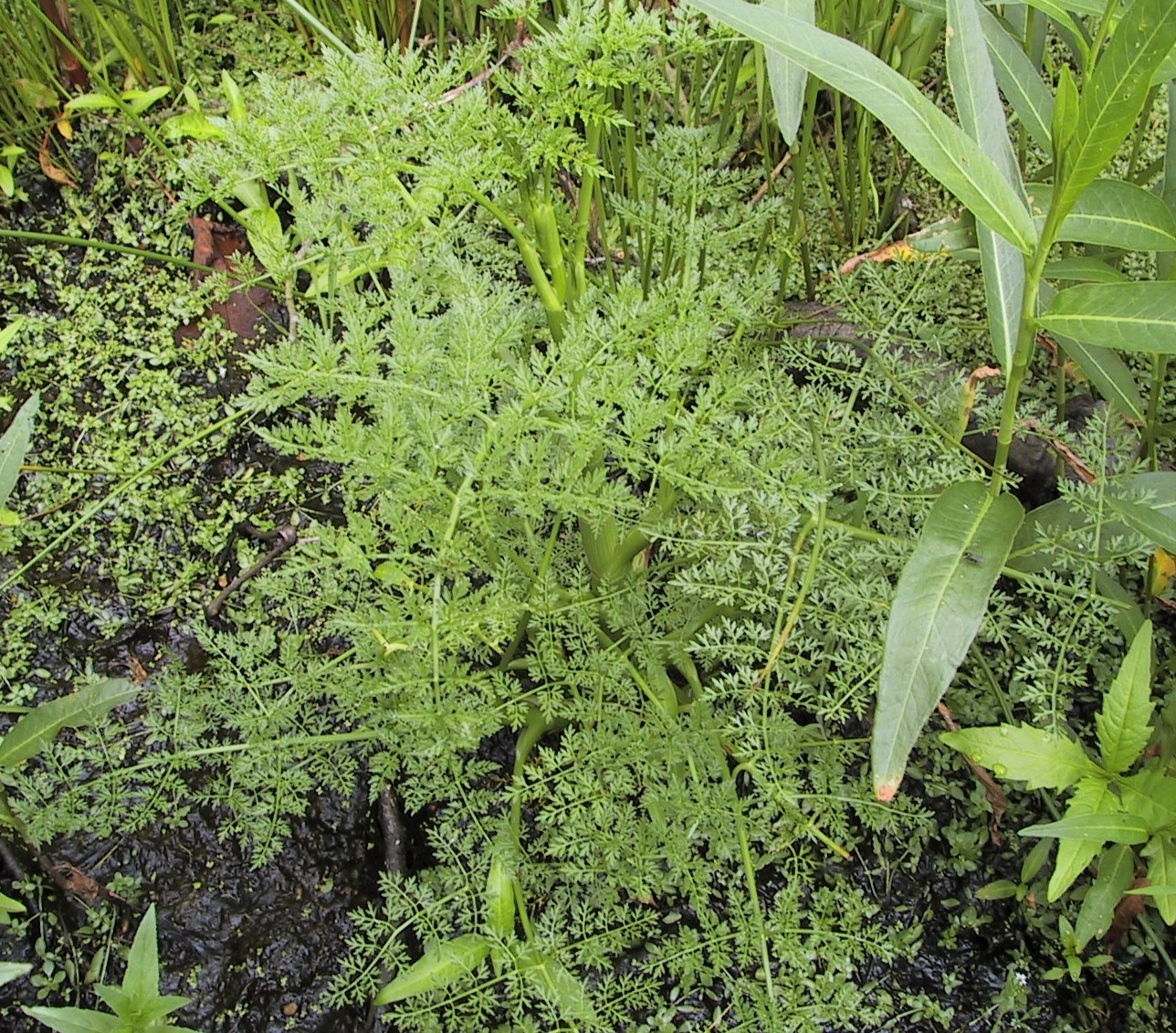
Laubblätter

## Beschreibung

### Vegetative Merkmale
Der Große Wasserfenchel ist eine einjährige oder mehrjährig-hapaxanthe krautige Pflanze mit einer Gesamthöhe von 30 bis 120 (selten 200) Zentimetern. Der Stängel ist rund, hohl, gerillt und sparrig ästig. Im Wasser stehend erreicht er unten bis zu 8 Zentimeter Durchmesser. Der Stängel wächst aufrecht, er wurzelt an den unteren Knoten und bildet meist Ausläufer. Die Laubblätter sind zwei- bis fünffach fiederschnittig und gestielt. Untergetauchte Wasserblätter haben schmal-linealische bis haarfeine Blattzipfel. Bei den Blättern an der Luft sind die Blattabschnitte letzter Ordnung sehr klein, nur etwa 4 bis 6 Millimeter lang, eiförmig und ganzrandig. Die Blattscheiden ser Stängelblätter sind ziemlich schmal, breit hautrandig und an der Spitze öhrchenförmig vorgezogen.

### Generative Merkmale
Während der Blütezeit von Juni bis September zeigen sich die weißen, flachen Doldenblüten. Die Doppeldolden sind (6- bis) 8- bis 12- (bis 15-) strahlig. Hüllblätter fehlen oder sind armblättrig. Die zahlreichen Hüllchenblätter sind pfriemlich und schmal hautrandig. Die Kelchzähne sind klein, 0,5 bis 1 Millimeter lang und stehen bei der Fruchtreife auffallend tiefer als der Rand des Griffelpolsters. Die Blüten könne zwittrig oder rein ähnlich sein. Die weißen Kronblätter sind breit verkehrt herzförmig; das äußere der Randblüten ist etwa 1 bis 1,5 Millimeter lang; die seitlichen Kronblätter sind etwas schief. Alle sind vorne eingeschnitten mit breiten, sich deckenden Lappen und einem kurzen eingeschlagenen Läppchen dazwischen. Die Griffel sind etwa 1 Millimeter lang. Die Früchte sind reif gelbbraun und eiförmig-länglich; sie sind 3,5 bis 4,5 (bis 5) Millimeter lang und ihr größter Querdurchmesser misst 1,5 bis 2 Millimeter.
Die Chromosomenzahl beträgt 2n = 22.

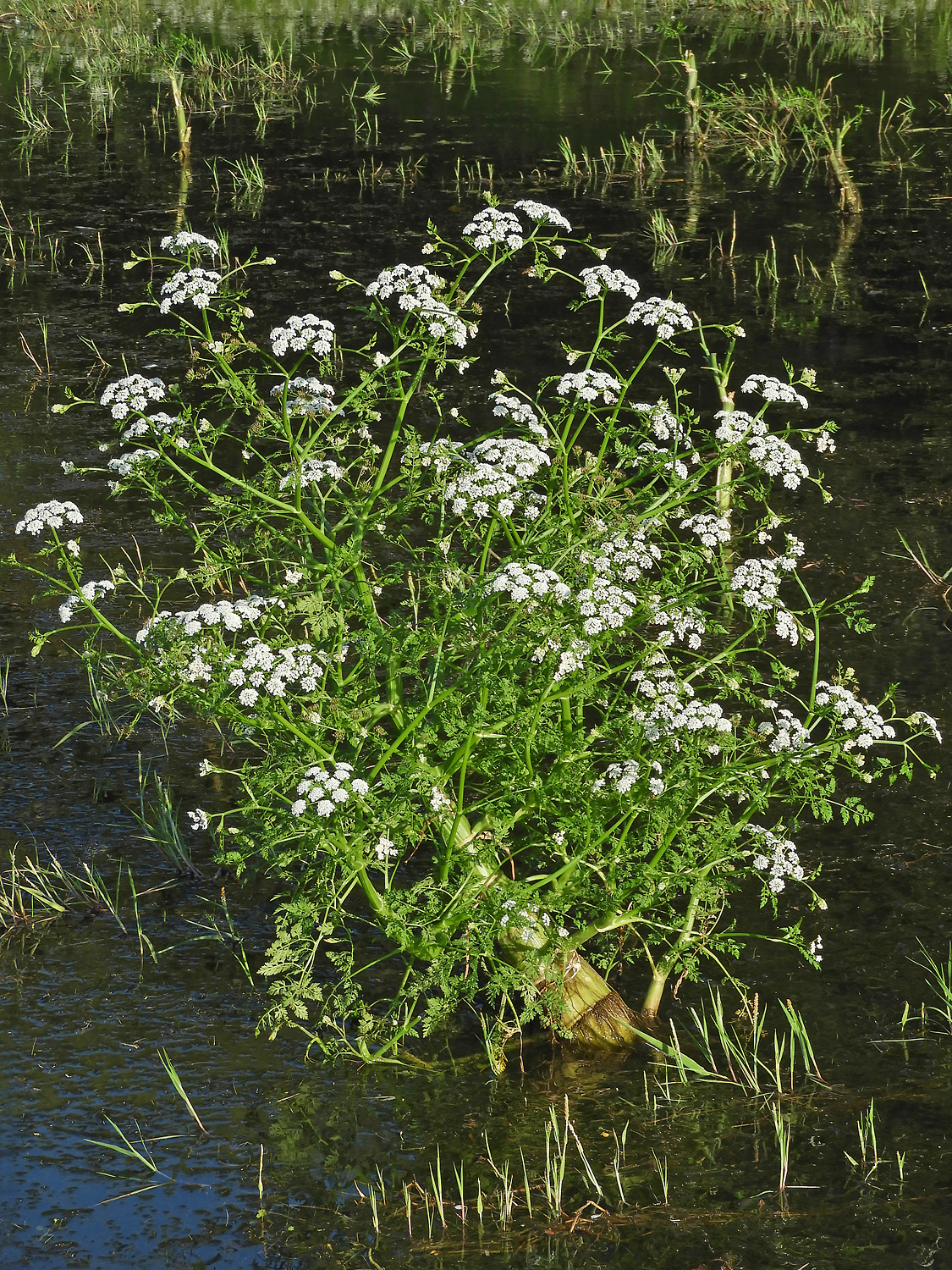
Blühendes Exemplar im Gewässer

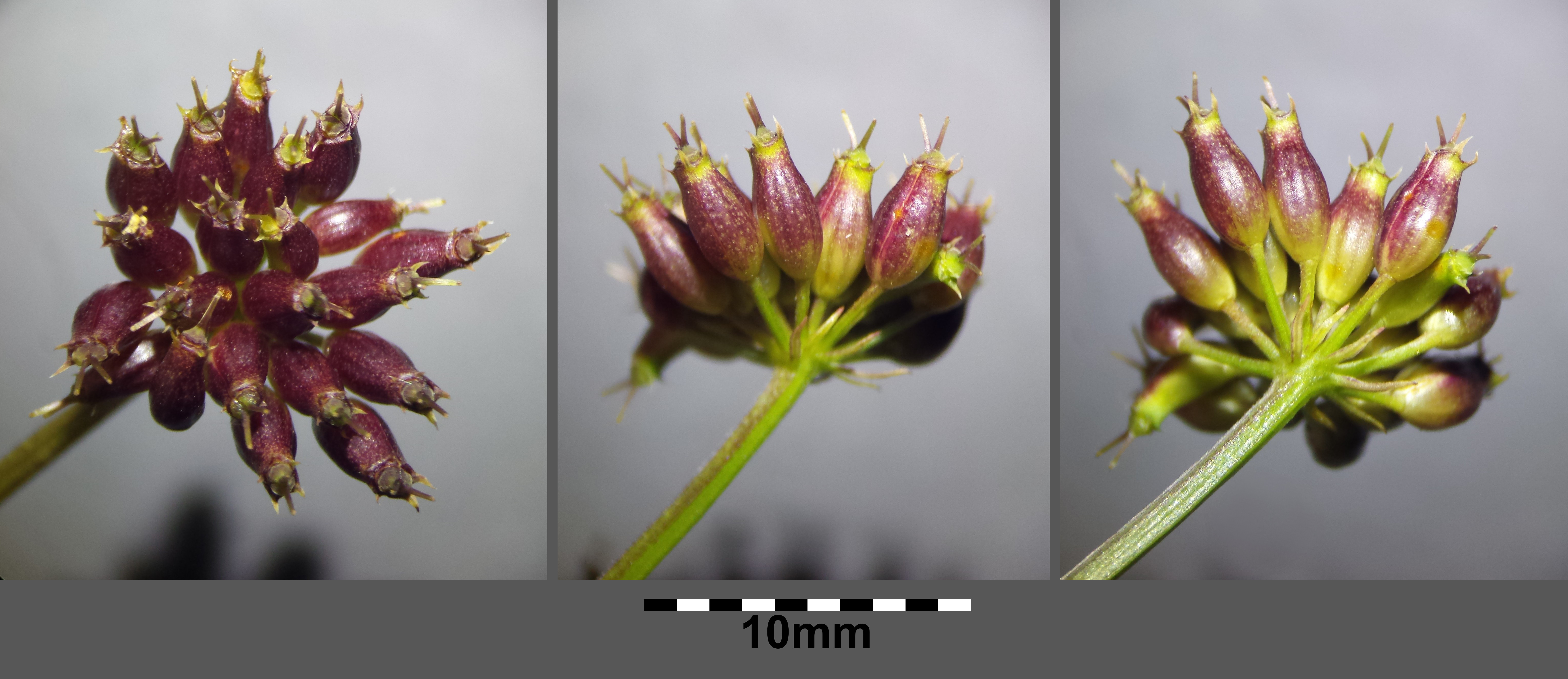
Döldchen mit Früchten

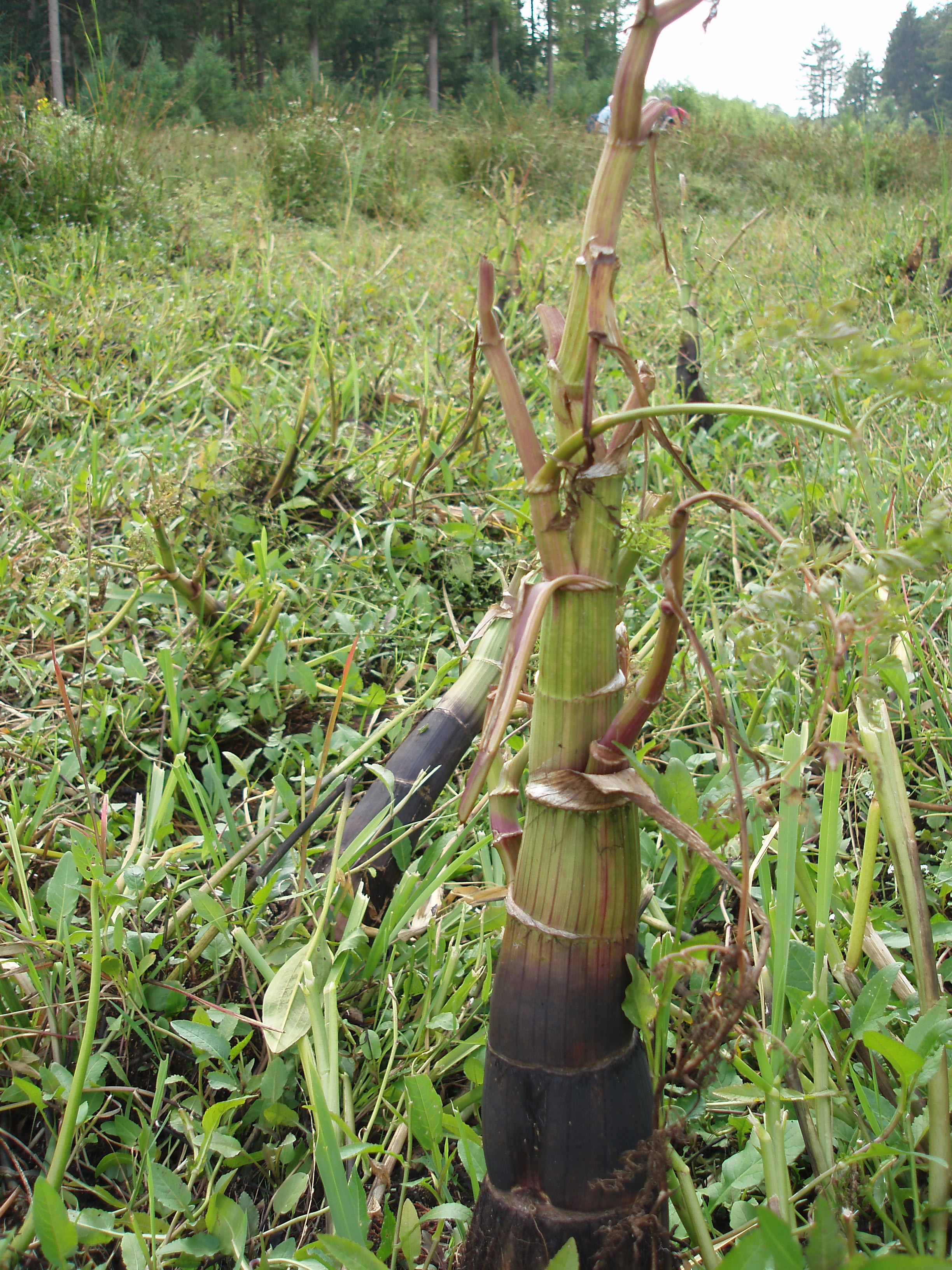
Stängel

## Ökologie
Der Große Wasserfenchel ist eine einjährige bis mehrjährige, nur einmal blühende Wasserpflanze bzw. eine Halbrosettenpflanze. Es liegt Verschiedenblättrigkeit vor, d. h. die Unterwasserblätter sind im Gegensatz zu den Luftblättern  haarfein zerteilt. Wie es sonst nur bei den einkeimblättrigen Pflanzen vorkommt, ist die Stängelbasis  aufgrund ihres primären Dickenwachstums bis zu 8 Zentimeter dick. Die Primärwurzel ist kurzlebig und wird bald durch dünne, büschelig angeordnete, sprossbürtige Wurzeln ersetzt.
Die Blüten sind „nektarführende Scheibenblumen“, mit offen dargebotenem Nektar und sie duften etwas nach Wein. Die Blütezeit erstreckt sich von Juni bis September. Die Spaltfrüchte sind Doppelachänen, die mit Hilfe ihres Schwimmgewebes der Schwimmausbreitung unterliegen. Die Vegetative Vermehrung erfolgt durch Ausläufer.

## Giftigkeit
Alle Pflanzenteile sind giftig. Die krautigen Sprossteile sollen als Hauptwirkstoff Oenanthotoxin mit Cycutotoxinwirkung enthalten. Vergiftungserscheinungen beim Menschen sind nicht bekannt. Empfindlich reagieren Pferde, Rinder und Schweine. Die Aufnahme der Pflanze führt bei ihnen zu Gastroenteritis mit Durchfall und Krämpfen.

## Medizinische Verwendung
Früher wurde der Große Wasserfenchel volksmedizinisch gegen Husten, Blähungen und zur Entwässerung eingesetzt. Heutzutage nimmt sich dieser Pflanze nur noch die Homöopathie an und verwendet sie bei Erkrankungen der Atemwege und Brustdrüsen, bei Verdauungsstörungen, Magenschleimhautentzündungen sowie als Zusatzmittel bei Tuberkulose.

## Vorkommen
Der Große Wasserfenchel kommt in ganz Europa, in Westasien, Kasachstan, im Kaukasusraum und Sibirien vor. In Nordamerika wurde die Art als Neophyt eingeschleppt. In Europa kommt er fast in allen Ländern vor und fehlt ursprünglich nur in Portugal, Spanien, Island und in der Slowakei. Er besiedelt verschiedene Feuchtbiotope, etwa Verlandungslandschaften an Teichen und Tümpeln, im Röhricht bei Wassertiefen bis zu einem Meter und andere Feuchtgebiete. Er verträgt starke Schwankungen des Wasserstandes und bevorzugt kalk- und nährstoffreiche Gewässer. Zum Teil ist die Pflanze in Deutschland häufig anzutreffen, besonders im Norden. Allgemein ist sie aber eher selten. In der Schweiz ist sie „stark gefährdet“. Der Große Wasserfenchel ist in Mitteleuropa pflanzensoziologisch eine Charakterart des Oenanthe-Rorippetum aus dem Phragmition-Verband. Er gedeiht auf flach überschwemmten, zeitweise trocken fallenden, nährstoffreichen und mehr oder weniger kalkreichen, humosen oder rohen Schlickböden mit stark schwankendem Wasserstand und einer Wassertiefe von 20 bis 50 (selten bis 100) Zentimetern.
Die ökologischen Zeigerwerte nach Landolt et al. 2010 sind in der Schweiz: Feuchtezahl F = 5 (überschwemmt aber stark wechselnd), Lichtzahl L = 3 (halbschattig), Reaktionszahl R = 4 (neutral bis basisch), Temperaturzahl T = 4+ (warm-kollin), Nährstoffzahl N = 4 (nährstoffreich), Kontinentalitätszahl K = 2 (subozeanisch).

## Taxonomie
Der Große Wasserfenchel, im Mittelalter lateinisch auch als Apium ranarum vel reninum bezeichnet, wurde 1753 von Carl von Linné in Species Plantarum Tomus I S. 254 als Phellandrium aquaticum erstbeschrieben. Die Art wurde 1798 von Jean Louis Marie Poiret in Lamarck und Poiret: Encyclopédie Méthodique. Botanique ... Band 4, Teil 2, S. 530 als Oenanthe aquatica (L.) Poir. in die Gattung Oenanthe gestellt.